# Affaire Kravchenko
 (juillet 2025).

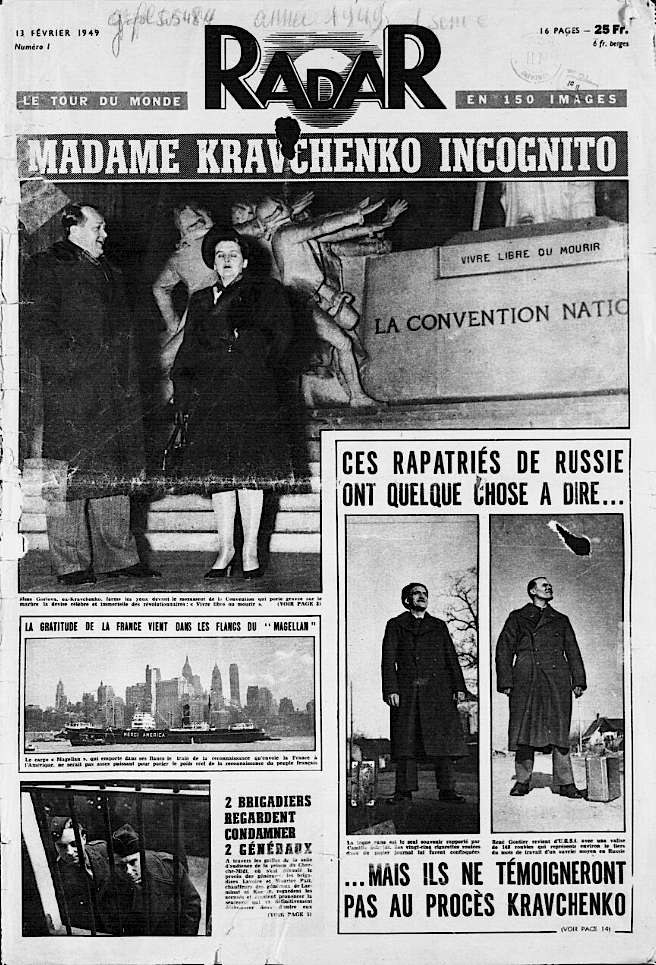
Lancé le 13 février 1949, le magazine français Radar titre sur le procès Kravchenko.

L'affaire Kravchenko, appelée aussi procès du Goulag, celle du procès de Victor Kravchenko contre les Lettres françaises, journal de l'écrivain communiste Louis Aragon, a donné lieu à des polémiques enflammées, à l’image du procès Dreyfus un demi-siècle plus tôt.
Très suivi pendant deux mois par la radio, la presse internationale et les intellectuels, un procès s'est tenu du 24 janvier au mars 1949, à Paris, intenté contre le journal communiste par Victor Kravchenko, ingénieur militaire soviétique et fils d'un héros de la révolution russe, réfugié depuis 1944 aux États-Unis qui a documenté dans un best-seller publié en 1946 et traduit en français en 1947 l'existence de camps de concentration en URSS et la gravité de la famine des années 1930 en Ukraine, accusant Staline de l’avoir sciemment provoquée. Avec cinq millions d'exemplaires vendus rien qu'aux États-Unis, il a donné à son auteur les moyens financiers de préparer méticuleusement le procès.
Traité de voleur, d’ivrogne et de mari indigne, accusé de n’avoir pas lui-même écrit son livre, par Les Lettres françaises, journal de Louis Aragon, Kravchenko l'attaque en diffamation et gagne son procès, en première instance puis en appel, tant les attaques personnelles de l'article étaient violentes. En cours de procès, une seconde procédure est intentée contre le même journal par l'ex-résistant français David Rousset, visé par un autre article du même journal et il la gagne lui aussi.

## Contexte

### Le livre publié en 1946
En avril 1944, Victor Kravchenko, ingénieur militaire soviétique demande l'asile politique aux États-Unis où il se trouve en mission et rédige quelques mois après un ouvrage où il explique pourquoi il a « choisi la liberté » (I Choose Freedom), témoignant de l'existence de camps de concentration soviétiques. Publié dans plus 20 langues en 1946, le livre s'est vendu à 2 millions d'exemplaires dans le monde , mais n'est sorti en France qu'en 1947 et dénonce les goulags où l’on enferme les déportés politiques et économiques.
Le livre rencontre un immense succès partout, y compris en France, avec 500000 exemplaires vendus. Sur ce thème, peu de témoignages aussi critiques et aussi précis étaient parvenus, même si en 1936, l’écrivain français André Gide avait critiqué, dans Retour de l'U.R.S.S., le système. Le livre d'Arthur Koestler avait déjà connu le succès et gagné le prix Sainte-Beuve, mais sans toucher autant le grand public.

### Début de la guerre froide
Selon les historiens, comparer l'URSS à l'Allemagne nazie semble un sujet tabou tant la victoire sur le nazisme est récente et la guerre froide explique en grande partie la virulence des opinions exprimées et l'intérêt de la presse et du public, d'autant que la nomination en 1947 de Pierre Daix à la tête du journal d'Aragon "parachève l'engagement sans faille du journal dans les combats culturels de la Guerre froide".
Le Monde constate « un match de propagande entre Washington et Moscou »,, en soulignant qu'on ne connaît pas l'auteur de l'article, tandis que L'Aurore, quotidien de Marcel Boussac, souligne que « le véritable tribunal c'est l'opinion mondiale qui regarde, écoute, et dans trois semaines se fera juge ».

## Histoire
Ce procès tient selon les universitaires une « place importante dans la chronologie de la connaissance et de la dénonciation du système soviétique », bien que le procès n’ait pas donné lieu lors de l’instruction à une enquête menée en URSS, les avocats de Kravchenko ne pouvant faire témoigner que des réfugiés. Défense et inculpés « se firent accusateurs », s'inspirant de La défense accuse, écrit par leur mentor Marcel Willard en 1938. Krachenko perd son calme jusqu'à donner un coup de poing sur une table lors du reproche de ne pas reconnaitre la traduction littérale en russe (Koukelni Dom) de La Maison de poupée, nom d'une pièce d'Henrik Ibsen citée dans son livre, dont la bonne traduction en russe est en fait « Nora »,.

### L'article jugé diffamateur
Le PCF fut sollicité par l’URSS pour démolir Viktor Kravchenko dans sa presse. Les Lettres françaises, dirigé par Louis Aragon, est le premier journal communiste à accepter. Le 13 novembre 1947, l'hebdomadaire accuse Kravchenko d'être « un illettré, un ivrogne, un escroc, un débile mental, un débauché [...] qui a vendu sa signature aux services secrets américains »,. Le journal omet qu'il est membre du Parti communiste de l'URSS depuis 1929 fils d’un combattant de la Révolution russe.
L'article dénonciateur, titré « comment fut fabriqué Kravchenko », présente son livre comme une fake-news. Il est signé Sim Thomas, présenté comme un journaliste américain. L'auteur réel, le journaliste André Ulmann, ne sera révélé qu'à la fin des années 1970,. Il présente Kravchenko comme un petit fonctionnaire intrigant, paresseux, coupable de malversations, recruté par les services secrets américains alors qu'il allait être renvoyé à Moscou, et tout à fait incapable d'écrire le livre qu'on lui avait commandé. Des exilés russes de droite vivant aux États-Unis se seraient chargés de rédiger à sa place.
Le but de l'article est de nier la réalité des camps d'internement soviétiques. Il est suivi de deux autres décrivant eux aussi ce livre comme une manipulation orchestrée par les États-Unis.
Après le dépôt de sa première plainte de Kravchenko (onze passages jugés diffamatoires), une seconde campagne de presse dans Les Lettres françaises centre désormais les accusations « sur la véracité de la description de l’URSS qu’il proposait ».

### Plaidoiries et témoignages

#### Défense
C'est à la défense, de justifier les termes employés à l’encontre du plaignant, ce à quoi s’emploient Joë Nordmann et ses confrères Me Matarasso, Blumel et Bruguier, avocats de l'hebdomadaire Les Lettres françaises.
L'Union soviétique envoie, afin qu'ils le désavouent, d'anciens collègues de Kravchenko, souvent déstabilisés par les questions embarrassantes de l'avocat de Kravchenko, Georges Izard. Sa première épouse Zinaïda Gorlova, amenée de Moscou, présente son ex-mari comme un ivrogne, un époux violent, et au final un traître à sa patrie. Moscou demande aussi la venue du général Roudenko, héros de Stalingrad, l’ancien supérieur du diplomate, mais il quitte la salle prématurément, incapable de répondre aux questions des avocats de Kravchenko.
Le procès vit aussi l'intervention pour la défense de nombreux « témoins de moralité », appelés « compagnons de route » par les anti-communistes, dont Emmanuel d'Astier de la Vigerie, Jean Bruhat, Louis Martin-Chauffier, Pierre Courtade, Roger Garaudy, Fernand Grenier, Frédéric Joliot-Curie, Ernest Petit, Vladimir Pozner et Vercors. André Wurmser, éditorialiste de L'Humanité pendant vingt-cinq ans, avait souligné « la disproportion entre l'ampleur du procès et son prétexte juridique ».
Dans ses mémoires de 1996, l'avocat du PCF Joë Nordmann présentera ses « excuses » à Margarete Buber- Neumann, affirmant n'avoir connu que bien plus tard, « la réalité de la terreur stalinienne ».

#### Plaignant
Les Lettres françaises reçoivent l'assignation de Kravchencko le 12 février 1948. Le « procès du siècle » débute seulement un an après, le 24 janvier 1949 devant le tribunal correctionnel de la Seine.
Arrivé quelques jours avant le procès, en avion de New York, le plaignant est installé à l’hôtel Plaza avec ses gardes du corps et son pistolet, qui ne le quitte jamais. Il ne parle qu'en ukrainien, et donne la parole aux rescapés des camps de concentration, « vêtus de foulards sur la tête, portant bonnet à la main, à ses compatriotes, koulaks, ouvriers, ingénieurs récemment émigrés ».
Ses avocats font venir à la barre des survivants de camps de concentration soviétiques comme Margarete Buber-Neumann, la veuve du leader communiste allemand Heinz Neumann, victime de la Grande terreur et fusillé en 1937, elle-même déportée dans un camp du Goulag. Après la signature du Pacte germano-soviétique, elle avait été livrée par Staline à l'Allemagne nazie et envoyée dans le camp de concentration de Ravensbrück.
Les témoins de Kravchenko sont essentiellement des personnes déplacées, dont certaines avaient été internées dans des camps de travail. Parmi leurs témoignages, celui d'André Moynet et celui de Buber-Neumann, incarcérée par Staline dans un camp de Sibérie, avant d'être livrée aux SS en janvier 1940 puis envoyée à Ravensbrück. Il eut un grand retentissement et constitua un élément déterminant en faveur du plaignant.

## La mystérieuse absence du principal accusé
Sim Thomas, auteur de l'article est principal accusé, est absent. Présenté comme un journaliste américain dans l'article, c'est en réalité un communiste français André Ulmann, rédacteur en chef de L'Humanité, dont l'identité ne sera révélée qu'1979.
Lors de la réédition du livre de 1947, Pierre Daix est cette fois le préfacier. Il écrit alors que Claude Morgan, qui avait fréquenté pendant la guerre, l'avait informé bien avant 1979 que le journaliste français André Ullman, décédé en 1970, était l'auteur et demeure convaincu qu'il fut manipulé par sa « source », un « agent de Moscou » lui-même obéissant aux « services de Staline, afin d’assassiner, moralement du moins, un témoin gênant ». Pierre Daix affirme aussi qu'il « n’existait en Occident aucun témoignage comparable à celui de Kravchenko » en 1947, mais c'est immédiatement contesté dans Le Monde du 21 juin 1980 par David Rousset, avec de nombreuses preuves à l'appui, de même que le fait que soit l'auteur, alors qu'il n'était probablement qu'un intermédiaire mis en avant dès 1948. Quatre jours après avoir reçu l’assignation du Tribunal, une lettre de Joë Nordmann à Claude Morgan, du 16 février 1948, exigeait de réunir la documentation nécessaire de prendre contact avec André Ullman. Ce sera contesté aussi par Frédéric Charpier, dans son livre de 2000, basé sur les archives, qui estime que Pierre Daix, lors du procès Kravchenko, a « joué un rôle de premier plan » et « n'avait pas à cette époque ménagé ses attaques contre Kravchenko ».

## Condamnations

### En première instance
Le 4 avril 1949, le procès est remporté par Kravchenko. Les journaux titrent « Kravchenko a gagné ».
Le tribunal lui accorde un dédommagement de 150 000 francs, somme symbolique (il réclamait 11 millions) et condamne Claude Morgan et André Wurmser, rédacteurs en chef des Lettres françaises, visés par la plainte, à 5 000 francs d'amende chacun. L'hebdomadaire Les Lettres françaises, dirigé par Louis Aragon, est condamné à 500.000 francs d’amende.
Les juges n'ont pas souhaité de condamnation lourde car ils ont rendu « hommage aux mobiles et au passé des écrivains communistes qui avaient mené l'attaque contre Kravchenko »".

### En appel
En appel (novembre-décembre 1949), la condamnation est maintenue, les avocats de Wurmser et Morgan ne parvenant qu'à réduire la peine au franc symbolique.

## Un procès exceptionnellement suivi

### Public
Le procès donne lieu à des polémiques enflammées, à l’image du procès Dreyfus un demi-siècle plus tôt. Le soir, une foule se masse devant le palais de justice de Paris, pour voir Kravchenko. Pendant les suspensions d'audience, on lui demande des autographes.
L’affluence du public ne se dément pas tout au long du procès. Plus d’un tiers des personnes désirant assister au procès ne pouvaient pénétrer dans la salle d’audience de la 17e chambre correctionnelle, celle où se jugent les affaires de presse. Ainsi le procès se tient exceptionnellement à la 10e chambre.

### Médias
« L’attention médiatique est très marquée, pendant tout le procès », y compris dans la presse régionale, avec des comptes rendus quotidiens à la radio. Le Monde rappelle que l'article 39 de la loi de 1881 sur la presse interdit « fort explicitement aux journaux de rendre compte des procès en diffamation » mais qu'ont été installées au Palais de Justice « des cabines téléphoniques spécialement destinées à faciliter le travail… illégal des cent cinq journalistes ». « C'est au procès Kravchenko que les journaux accordent la plus large place ». Le surlendemain, Le Monde décrit une « foire, qui attire trois fois par semaine au Palais une foule de curieux, d'avocats, de journalistes du monde entier ».
Les cabines téléphoniques sont trustées par les correspondants de presse du monde entier. Les États-Unis, où émerge le Maccartysme, suivent l'affaire de près, selon l'historien Irwin M. Wall: « les plus hauts responsables du département d'État et de la CIA s'occupèrent du procès […]. Dean Acheson suivait l'affaire personnellement : ainsi c'est lui qui, par télégramme, demanda à l'ambassadeur américain à Paris de prévenir Me Izard que les témoins venus d'Allemagne étaient à sa disposition ». Selon le PCF, le plaignant n'est qu'un « répugnant pantin fabriqué à Washington avec la même docilité qu'une cargaison de chewing-gum ou de corned-beef ».

## Les intellectuels non-communistes divisés

### Pendant le procès
De nombreux intellectuels assistent aux audiences. Georges Izard, académicien, résistant et fondateur de la revue Esprit, défend Kravchenko. Il est surnommé « l’avocat de Coca-Cola » par la presse communiste, parce qu’il a naguère plaidé pour cette société américaine. Selon le PCF, le plaignant n'est qu'un « répugnant pantin fabriqué à Washington avec la même docilité qu'une cargaison de chewing-gum ou de corned-beef ».
Parfois, dans le public, on aperçoit André Gide, François Mauriac, Simone de Beauvoir ou Louis Aragon. Nina Berberova effectue un compte-rendu implacable et lucide du procès pour La Pensée russe, qui fait doubler les ventes du journal,.
Me Izard, avocat de Kravchenko, a pu produire la première partie du manuscrit réclamé par ses adversaires, « environ six cents pages du texte russe original, rassemblées en plusieurs points différents des États-Unis et expédiées en vrac » mais que la partie adverse prétend que le manuscrit russe est impubliable et que c'est pourquoi toutes les traductions ont été faites à partir du texte anglais.
La presse de gauche non communiste est est à cran. La journaliste de Franc-Tireur gifle le journaliste communiste Pierre Courtade au sortir d’une séance du procès. Le journaliste de Témoignage chrétien, Pierre Debray, prend la défense des Lettres françaises, il est désavoué par son journal. D'autres intellectuels de la gauche non communiste brillent par leur absence, mais c'est surtout les « témoignages » de moralité de proches du PCF qui choquent. Plusieurs font l'analogie avec « la diabolisation de la Révolution française par les émigrés de 1792 », comme l'historien Jean Bruhat, qui voit dans Kravchenko un « abbé Barruel », contre-révolutionnaire. « Ce que cherchent en réalité ceux qui font une telle propagande, ce que cherchaient les émigrés de Coblence, ce que cherchaient les hommes de Versailles [...], c'est ce que nous voyons aujourd'hui M. Kravchenko chercher », déclare l'intellectuel communiste Roger Garaudy. Mais lors du procès suivant, où le plaignant est David Rousset, ils ne soutiennent plus le PCF qui se va retrouver alors isolé : tous les témoins que fait produire Pierre Daix appartiennent au PCF. « Au cours du procès Rousset, le PCF, conscient du coût politique de l'affaire Kravtchenko, tente tout bonnement d'empêcher le débat ».

### Dans la mémoire collective
Dans un long article du numéro daté du 1er janvier 1950 des Temps modernes, 
Maurice Merleau-Ponty, son collègue Sartre s'inquiètent à nouveau de l'existence de camps de travail en URSS tout en rappelant les viols des droits de l'homme dans d'autres pays, eux capitalistes. Dans sa somme Le siècle des intellectuels, Prix Médicis de l'essai 1997, l'historien Michel Winock, rappellera que Jean-Paul Sartre et son hebdomadaire, Les Temps modernes, se sont montrés « moins timorés » que la revue Esprit sur la question au centre du procès, les camps de concentration en URSS.
Trois décennies plus tôt, en 1979, un dossier de L'Humanité, rendant compte des mémoires d'André Wurmser, condamné au procès mais qui ne manifeste aucun regret, avait au contraire généralisé sur la responsabilité d'une « vaste constellation des intellectuels antifascistes », qui selon le quotidien communiste « n'a pas résisté » à la guerre froide ensuite, « ces dix années où le monde est devenu fou ». Mais l'année suivante, Pierre rappelle dans la préface d'une réédition du livre de Kravchenko, qu'en février 1948, un an avant le procès, l'écrivain français, Claude Lefort avait publié dans Les Temps modernes, un long article, « Kravchenko et l'URSS », qui soulignait la « validité fondamentale » du témoignage de Kravchenko en saluant sa capacité à « dévoiler avec une force extraordinaire l’incohérence qui règne dans le système économique stalinien » et une originalité" venant du fait qu'il était lui « beaucoup plus mêlé à la vie soviétique, et particulièrement à la vie de la couche bureaucratique, que Barmine et Ciliga – l’un diplomate soviétique vivant à l’étranger, l’autre étranger vivant en U.R.S.S. », à un moment où Maurice Merleau-Ponty, son collègue des Temps modernes, « était plus hésitant », au point que le journal, accompagne la publication de précautions sur le forme déclarant que 
« le ton du réquisitoire nous paraît déplacé ». Au cours de la même année 1948, l’ouvrage de David Dallin estime à cinq ou six millions le nombre de personnes astreintes au travail en URSS. Albert Camus manifeste« à plusieurs reprises en 1948 son indignation à l’égard des camps soviétiques »,. Jean-Paul Sartre et Camus se retrouvaient sur l’estrade des meetings du Rassemblement démocratique révolutionnaire, dont le dernier le 13 décembre 1948. En novembre 1948, la CGT-FO prend contact avec Camus pour créer un groupe français relayant l’appel de l’écrivain libertaire antifasciste et antistalinien Nicola Chiaramonte en août 1948 dans le journal libertaire La Révolution prolétarienne, dont le deuxième numéro (mai 1949) fut entièrement consacré au travail forcé en URSS". Camus accueillit l’écrivain polonais Czeslaw Milosz, le groupe aidant des réfugiés d'Europe de l'Est en quête de permis de travail.

## Les procès staliniens de l'été et l'automne 1949
Le procès Kravchenko a duré de janvier à mars 1949, et il est suivi par un durcissement de la politique stalinienne en Europe. Dès juin 1949, une réunion organisée à Paris, à la salle des Sociétés Savantes, pour les jeunes travailleurs rentrant de Yougoslavie fut attaquée par des militants communistes qui brisèrent les grands miroirs de l’entrée puis firent voler à travers la salle leurs éclats, causant de nombreux blessés. Clara Malraux, l'ex-femme d'André Malraux a raconté le même épisode. Puis démarre à l'été une vague de procès staliniens emblématiques de la politique d'épuration de Staline. László Rajk, ministre de l'intérieur et ministre des affaires étrangères de Hongrie, est exécuté pour des « crimes » inventés de toutes pièces. Le procès du Bulgare Traïcho Kostov suit de peu, tout comme celui de Rudolf Slánský en Tchécoslovaquie, en décembre 1949 jugé avec dix autres membres du Parti, dont l'ancien ministre des finances Stepanov Natchev. Kostov est accusé d'avoir contribué à faire nommer Tito à la tête du Parti communiste yougoslave et d'avoir partie liée avec le régime yougoslave ainsi qu'avec le Royaume-Uni.
Fin 1949, dans les colonnes du journal Esprit, Jean Cassou et Vercors, rompent avec le communisme soviétique, ce qui est un « cuisant échec » pour Laurent Casanova, le responsable de la « commission des intellectuels » du PCF. Cassou rompt « non pas par conscience de l’injustice de la condamnation de Rajk mais par rejet du mécanisme judiciaire stalinien » pour obtenir les aveux de Rajk, et Vercors aussi, dans un texte écrit le 20 octobre mais publié seulement dans le même numéro de décembre. Dans le numéro de mars 1950 de la revue Europe, Louis Aragon lui répond très violemment.
Pierre Daix rédacteur en chef des Lettres françaises, que Louis Aragon va nommer six mois plus tard au même poste à Ce soir, s'attaque à Vercors pour justifier la censure de son article sur le sujet dans Les Lettres françaises. Ce « premier débat avec lui » sur le procès de László Rajk à l'automne 1949 « me renseigne aujourd'hui sur la maladie mentale que j'ai traversée alors », écrira Pierre Daix, en 1976, dans un livre de souvenirs.
Plusieurs des nouveaux contestataires du stalinisme participent alors aux brigades de travail en Yougoslavie et s'y retrouvent. Dès l’été 1949, Claude Bourdet participe à ces brigades et soutient Tito dans les colonnes du quotidien Combat, qu'il dirige. Les intellectuels et résistants Jean-Marie Domenach (secrétaire, de 1946 à 1957, de la revue personnaliste Esprit) et Agnès Humbert (historienne) y participent, et voient dans ce pays une renaissance des espoirs déçus de la Résistance, Domenach disant « se sentir chez lui » dans ce « Vercors prolongé ». Jean Cassou, figure du PCF et fondateur du Musée d'art moderne de la Ville de Paris, et Clara Malraux, tout juste divorcée d'André Malraux, sont reçus à partir de 1950, à leurs retours des séjours en Yougoslavie où ils ont épousé la cause du titisme, par leur ami, le philosophe Edgar Morin, qui écrira dès 1959 que les protestations du titisme sont les thèses de wittemberg du Stalinisme.

## Le procès Rousset contreLes Lettres françaises
Kravchenko avait lui pris soin de ne pas attaquer directement Pierre Daix, un très proche d'Aragon. Plus d'un an après, le procès en diffamation de David Rousset, vise lui aussi Les Lettres françaises, cette fois via Pierre Daix, et a des conséquences « plus concrètes ». David Rousset a lancé dans le Figaro-Littéraire du 12 novembre 1949 son appel aux anciens déportés à tracer une carte des goulags, dans l'espoir qu'une enquête soit menée. Pierre Daix lui avait répondu le 17 novembre par un article virulent prétendant que c'était un faux. David Rousset attaque en diffamation le journal et son rédacteur en chef. L’affaire fait grand bruit, jugée à partir du 25 novembre 1950. Cette fois les « témoignages » de moralité de proches du PCF ne sont plus au rendez-vous: ils ne soutiennent plus le PCF qui se va retrouver alors isolé : tous les témoins que fait produire Pierre Daix appartiennent au PCF.
Le 12 janvier 1951, il gagne et le tribunal juge qu'il doit toucher 100000 francs de dommages et intérêts, puis il gagne en appel. Au delà des sommes d’argent, Les Lettres françaises vont perdre, lourdement, bien du crédit à mesure que l’existence des exactions staliniennes se révélera aux yeux de tous.

## Les décennies suivantes

### Nouveau livre de Kravtchenko:J'ai choisi la Justice
Kravchenko rédige ensuite un nouveau livre, publié en 1950, qui raconte les péripéties du procès et dont le dernier chapitre est une ouverture sur une nouvelle manière de lutter selon lui contre la tyrannie stalinienne : s'attaquer aux carences de la démocratie et du capitalisme dans les pays qui n'ont pas encore basculé dans une révolution communiste, afin d'éviter l'irréversible.
En 1950, le livre fut publié par la maison d’édition Scribner à New York, sans autant de succès que l’œuvre précédente, mais il « a suscité un certain intérêt dans le monde », avec des traductions française, espagnole et chinoise. La traduction anglaise a été réalisée par Waverly Root, un ancien correspondant de publications américaines à Paris. Dans J'ai choisi la justice, il réfléchit à « un nouveau mode de production agricole, plus juste ».

### Nouvelle vie de Kravtchenko en Amérique du Sud
Kravchenko se dira ensuite « déçu par le système capitaliste ». Après la publication de son second livre, il prépare sa promotion en mai 1950, puis il part en août faire la publicité à travers un voyage dans les six pays les plus peuplés d'Amérique du Sud, continent auquel il a prévu de consacrer un troisième livre, et à partir de l'automne ne s'intéresse plus à la vie publique aux États-Unis. Il arrive au Brésil le 22 août, la presse publiant la photo d'un autre homme pour le protéger, en indiquant que le FBI veille sur lui lors de la traversée en bateau. En Argentine, il est confronté à des manifestations hostiles de communistes et accepte finalement de rencontrer Eva Perón. Au Chili, ce sont des journalistes communistes qui l'agressent verbalement.
Selon Slavoj Žižek, philosophe slovène hégélien, chercheur à l'Institut de sociologie de l'université de Ljubljana Kravchenko est alors « préoccupé par le maccarthysme », cet « anticommunisme acharné » qui selon lui « risque de tomber mimétiquement dans les travers de ses adversaires ».

### Kravtchenko contre le maccarthysme
Après avoir dans un premier temps soutenu la guerre de Corée, en cours de voyage il modifie ses interventions publiques pour déplorer principalement la misère en Amérique du Sud. Il passe ensuite un mois au Pérou, passant du temps à « Sasa Grande », une des plantations de sucre, où il dénonce l'exploitation des salariés comme étant proche de l'esclavage. Les archives diplomatiques américaine montrent qu'il est décrit alors par les ambassades comme devenant « violemment communiste », tout en restant dans la catégorie « anti-stalinien » et qu'il a le projet de dénoncer le capitalisme dans son nouveau livre. Il « se met en tête d'élaborer une réforme radicale des sociétés démocratiques occidentales » et « met en garde les États-Unis contre le soutien des régimes non démocratiques en faillite », selon lui des tactiques comparables « à l’extinction d’un incendie avec de l’essence ».

### Reconversion dans la prospection minière
Inquiet pour sa sécurité, il est désormais armé, et évite les polémiques publiques, s'intéressant au potentiel minier de certaines régions du Pérou, puis visitant un site près d'Ica dans le sud du pays, le 9 décembre, jour d'un tremblement de terre. À une terrasse d'un café de Lima, il entend parler russe. C'est un vieux compatriote en voyage, qui a été mineur dans sa jeunesse au Pérou et lui donne des indications précieuses, qui lui permettent de collecter des échantillons de minerais dans certains sites de montagne. Il entre ainsi en contact avec Victor Karbowski, un ingénieur et prospecteur polonais résidant à Lima, proche de la communauté yougoslave de cette ville et qui serait en fait un Russe exilé, selon le biographe de Kravchenko.
Selon l'ambassade, il aurait acheté pour 20000 dollars une mine qui en vaut 3000, mais il la revendra ensuite pour 1,3 million de dollars à une société canadienne. En avril 1951, il signale à l'ambassade des États-Unis au Pérou que la mine qu'il a achetée est en réalité riche de 4 minerais différents mais qu'il faut construire une route de 45 kilomètres pour la relier au réseau routier péruvien. Il prévoit qu'elle soit terminée en décembre 1952, permettant d'employer une centaine de salariés péruviens à l'extraction minière, avec le concours des exploitants agricoles péruviens.
En 1956, il revient vivre un ancien hôtel particulier proche de la 5e Avenue, avec un garde du corps, se disant « ruiné » pour brouiller les pistes. Dès son retour à New-York en 1956, il a adopté définitivement le pseudonyme de « Peter Martin » utilisé dix ans plus tôt pour accueillir aux USA son traducteur français Jean de Kerdéland, mais sans empêcher deux hommes armés de s’introduire chez lui,, par la force en octobre 1956. Il tira aussitôt sur ses agresseurs, blessant grièvement l’un d’eux. La police étouffa l’affaire et prit soin de ne pas dévoiler sa véritable identité, les détails ne ressortant que dix ans après dans la nécrologie du New York Times. Peu après, il « ne sortit à peu près plus du tout », selon Jean de Kerdéland le traducteur de 1947,.
Il repart alors pour le Pérou puis va en Bolivie, où il investit ses droits d'auteur dans l’organisation de collectivités de paysans pauvres,,.

### Mort de Kravchenko en 1966
Kravchenko est retourné en 1966 aux États-Unis en mauvaise santé, souffrant d’emphysème pulmonaire causé par un tabagisme excessif. Et le 25 février 1966, il est retrouvé tué d’une balle dans la tête, dans son appartement, dans des circonstances non élucidées. L'hypothèse d'un suicide après avoir appris que ses parents ont été déportés en Sibérie, a été évoquée. Dans ses mémoires, Claude Morgan, publiées un mois avant celles d'André Wurmser, écrira que lorsque Kravtchenko mourut en 1966, il a pensé à lui dédier un article, « Vous aviez raison ! »,,, mais demeura discret sur ses interventions tant au cours du procès Kravchenko qu'à celui de David Rousset contre Les Lettres françaises. Les journaux Minute des 19-25 septembre et France-Soir du 20 septembre ont alors rappelé le procès intenté par Kravchenko aux Lettres françaises. Dans une interview au premier, Claude Morgan reproche à André Wurmser de maintenir ses accusations contre Kravchenko, tirant appui du jugement de 1950.
Son fils Andrew ne croit pas à la version généralement acceptée du suicide et pense que son père a été tué par un agent du KGB.

### L'affaire Siniavski et Daniel
La brèche ouverte par ce procès et son retentissement sera suivie par d’autres au cours des décennies
suivantes, avec l’affaire Siniavski et Daniel", en 1965-66, deux écrivains soviétiques arrêtés lorsque le KGB découvre qu’ils ont publié sous pseudonymes à l’étranger des textes contre le régime. Les auteurs sont condamnés en février 1966 respectivement à 5 et 7 ans de travail forcé, malgré les protestations d’intellectuels soviétiques auprès de Léonid Brejnev.

## Chronologie
- 1944 : Krachenko décide de rester aux États-Unis, où l'avait envoyé l'URSS ;
- avril 1944 : interview au New York Times de Kravchneko, contre le « régime d'arbitraire et de violence » en URSS ;
- février 1946 : publication du livre de Krachenko ;
- fin 1947 : Pierre Daix nommé à la tête des Lettres françaises[65] ;
- 13 novembre 1947 : Kravchenko accusé d'être « un illettré, un ivrogne, un escroc, un débile mental, un débauché » ;
- 12 février 1948 : plainte en diffamation ;
- le 24 janvier 1949 : le « procès du siècle » débute ;
- novembre-décembre 1949 : procès en appel ;
- 12 novembre 1949 : appel de David Rousset aux anciens déportés à compléter son ébauche de carte des goulags ;
- 17 novembre : article Pierre Daix l'accuse de présenter un faux ;
- 8 février 1950 : Kravchenko gagne en appel[29].25 novembre 1950[29] ;
- 12 janvier 1951 : début du procès intenté par David Rousset.

## Dans la culture populaire
Le cinéaste soviétique Alexandre Dovjenko donne dans la presse soviétique une version « romancée » et surtout militante du procès

## À voir aussi